# Grande Mosquée du Sumatra occidental
 (novembre 2020).
La Grande Mosquée du Sumatra occidental (en indonésien : Masjid Raya Sumatera Barat) est une mosquée de Padang, dans la province du Sumatra occidental, en Indonésie.
C'est la plus grande mosquée de l'ouest de Sumatra, la deuxième plus grande mosquée de Sumatra et la 35e plus grande mosquée du monde. 
La grande mosquée de l'ouest de Sumatra englobe 40 343 m2.Elle peut accueillir 20 000 fidèles.

## Situation
La mosquée se situe dans le sous-district de Padang Utara, à Padang, à l'ouest de Sumatra, à l'intersection des rues Khatib Sulaiman et Ahmad Dahlan.

## Conception
L'architecte ayant conçu cette mosquée est Rizal Muslimin. Il s'est inspiré de trois symboles importants des Minangkabau : 
- la source d'eau,
- le croissant de lune,
- la forme des maisons traditionnelles locales, les rumah gadang (en).

Ces trois symboles servent à dépeindre l'histoire de l'islam à Minangkabau.
En conséquence, cette mosquée n'a pas de dôme comme les mosquées habituelles. Au lieu de cela, son toit est curviligne. 